# روبرت سميث (سياسي)
روبرت سميث (بالإنجليزية: Robert Smith)‏ (و. 1858 – 1942 م) هو سياسي، وقاضي، من كندا، كان عضوًا في حزب الأحرار الكندي، توفي في أوتوا، عن عمر يناهز 84 عاماً.

## مناصب
تولى منصب justice of the Supreme Court of Canada ‏.